# Dalbergia tonkinensis
Dalbergia tonkinensis е вид растение от семейство Бобови (Fabaceae). Видът е световно застрашен, със статут Уязвим.

## Разпространение
Разпространен е в Китай и Виетнам.